# Anita Bryant
Anita Jane Bryant (25 de março de 1940 – 16 de dezembro de 2024) foi uma cantora americana. Três canções dela alcançaram o top 20 da parada Billboard Hot 100, dos Estados Unidos, na década de 1960. Ela foi vencedora do concurso Miss Oklahoma em 1958 e foi embaixadora da marca Florida Citrus Commission de 1969 a 1980.
De 1977 a 1980, Bryant foi uma oponente declarada dos direitos-LGBT nos EUA. Em 1977, ela comandou a campanha "Save Our Children" para revogar uma portaria local no Condado de Miami-Dade, Flórida, que proibia a discriminação com base na orientação sexual. Seu envolvimento com a campanha foi condenado por ativistas dos direitos gays. Eles foram auxiliados por muitas outras figuras proeminentes na música, cinema e televisão, e retaliaram boicotando o suco de laranja que ela promovia. Embora a campanha tenha terminado com sucesso com uma maioria de 69% de votos para revogar a portaria em 7 de junho de 1977 (o Condado de Dade restaurou a portaria em 1998), ela danificou permanentemente sua imagem pública, e seu contrato com a Florida Citrus Commission foi rescindido três anos depois. Isso, assim como seu divórcio posterior de Bob Green, a prejudicou financeiramente. Bryant nunca recuperou sua antiga proeminência e entrou com pedido de falência duas vezes.

## Biografia
Ela começou a cantar aos 2 anos de idade na Primeira Igreja Batista em Barnsdall.  Aos 12 anos, ela teve seu programa de televisão “The Anita Bryant Show”, que foi ao ar na WKY. 

### Carreira
Seu primeiro sucesso foi a música "Paper Roses" em 1959, seguida por "In My Little Corner of the World" em 1960, número 10 nos Estados Unidos) e "Wonderland by Night" em 1961.  Os álbuns Paper Roses, In My Little Corner of the World e Till There Was You venderam cada um mais de um milhão de cópias.
Em 1965, com I Believe ela avançou para o gospel que também caracterizaria a música de seus outros álbuns.

### Save Our Children
Em 1977, o Condado de Miami-Dade, Flórida, aprovou uma portaria patrocinada pela ex-amiga de Bryant, Ruth Shack, que proibia a discriminação com base na orientação sexual. Bryant liderou uma campanha altamente divulgada para revogar a portaria, como líder de uma coalizão chamada "Save Our Children". A cantora estava especialmente preocupada com o fato de que a portaria arriscava autorizar pessoas homossexuais a trabalhar em escolas cristãs e se tornarem modelos, porque seus próprios filhos estavam matriculados lá. A campanha foi baseada em crenças cristãs conservadoras sobre a pecaminosidade da homossexualidade e a ameaça proposta de recrutamento homossexual de crianças e abuso sexual infantil. Ela também perpetuou a ideia que a população homoafetiva estaria 'recrutando' crianças por meio de abuso sexual infantil para se tornarem homossexuais. Quando Shack e outros líderes se recusaram a votar contra a portaria conforme seu pedido, ela implorou diretamente às famílias: 
| “ | O recrutamento de nossas crianças é absolutamente necessário para a sobrevivência e o crescimento da homossexualidade [...] pois, uma vez que os homossexuais não podem se reproduzir, eles querem recrutar, querem renovar suas fileiras. | ” |

A campanha marcou o início de uma oposição organizada aos direitos gays que se espalhou por todo o país. Jerry Falwell foi a Miami para ajudar Bryant. A cantora fez as seguintes declarações durante a campanha: "Como mãe, sei que os homossexuais não podem reproduzir biologicamente crianças; então, eles devem recrutar nossos filhos" e "se os gays tiverem direitos, a seguir teremos que dar direitos às prostitutas e às pessoas que dormem com São-bernardos". Ela também disse: "Todo os EUA e todo o mundo ouvirão o que nós diremos e, com a ajuda contínua de Deus, prevaleceremos em nossa luta para revogar leis semelhantes em todo o país".
Seu envolvimento com a campanha foi condenado por ativistas dos direitos LGBT e defensores dos direitos humanos em geral. Em fevereiro de 1977, a Singer Corporation cancelou uma oferta para patrocinar um novo programa semanal de Bryant devido a atividades políticas controversas. Eles foram auxiliados por muitas outras figuras proeminentes da música, cinema e televisão, e retaliaram boicotando o suco de laranja que ela promovia. Embora sua campanha tenha terminado em sucesso com uma maioria de 69% dos votos para revogar a portaria contra discriminação LGBT no Condado de Miami-Dade em 7 de junho de 1977 (Miami-Dade restaurou a portaria em 1998), isso prejudicou permanentemente sua imagem pública e seu contrato com a Florida Citrus Commission foi rescindido três anos depois. Isto, assim como seu divórcio posterior com Bob Green (que afirmou que era abusivo com ela), prejudicou-a financeiramente.
Em outubro de 1977, durante uma aparição na televisão em Des Moines (Iowa), ela disse repetidamente que "ama os homossexuais, mas odeia seus pecados". Poucos minutos depois, ela é cortada por um ativista gay. Em 1978, enquanto membro de uma igreja batista, ela concorreu à vice-presidência da Convenção Batista do Sul, mas perdeu. Vários líderes discordaram da forma como ela rejeitou os direitos civis dos gays.  A Florida Citrus Commission deixou seu contrato expirar após o divórcio, considerando Bryant “exausta”. Ela então colocou à venda sua mansão de 34 quartos em Miami Beach e voltou para sua mãe em Oklahoma. Posteriormente, ela foi contratada como cantora em parques de casas móveis.

### Anita Bryant Ministries International
Em 2006, ela fundou o Anita Bryant Ministries International em Oklahoma City, e trabalha com uma série de instituições de caridade e organizações sem fins lucrativos.

## Vida pessoal
Em 1980, ela divorciou-se do primeiro marido e foi mais tolerante. 
Bryant também comentou sobre suas opiniões anti-gays e disse: "Quando se trata de gays, a Igreja precisa ser mais amorosa, incondicional e disposta a ver essas pessoas como seres humanos, a ajudá-las e a tentar compreendê-las... Estou mais inclinado a aconselhar ser tolerante, mas apenas não se exibir e não tente legalizá-lo. Estou convencido de que a longo prazo Deus me defenderá. Abandonei os fundamentalistas, que se tornaram tão legalistas e têm uma leitura tão literal da Bíblia."
Ela é membro da Victory Church em Warr Acres (Oklahoma), uma igreja evangélica não denominacional. 
Bryant morreu em Edmond, Oklahoma, em 16 de dezembro de 2024.